# 結膜下出血
結膜下出血（けつまくかしゅっけつ）とは、結膜の血管が破れて出血した状態のこと。

## 症状
結膜の一部である、眼球結膜（眼球上にある結膜）で出血が起こると、いわゆる白目に当る部分が赤くなる。赤くなる範囲は、出血した場所と量によって様々である。
同じく血液の赤色が目立つ症状として充血があるが、充血した時は毛細血管が広がっているために血管が見えるものの、結膜下出血の場合は出血部の血管が見えなくなっている点が異なる。
なお、結膜下出血が原因で視力が低下したり視野が狭くなることはない。もしもそのようなことが起こった場合は、別に原因が存在する。
結膜下出血の原因は、外傷、結膜炎、動脈硬化、高血圧、糖尿病（高血糖による合併症）、白血病（止血を行いにくくなるため）など様々である。結膜下出血によって赤くなった部分は、出血さえ止まれば、いずれ（1週間～12週間程度）消滅するので、結膜下出血自体は、特に治療を必要としない。
しかし、外傷が原因の場合は傷の状態を眼科医に診断してもらう必要がある。また、何らかの疾病が原因の場合は、眼科や内科などで原因疾患を治療を行う必要がある。